# Fortuna-Werke
Die Fortuna-Werke sind ein Maschinenbauunternehmen, das durch die Herstellung von Präzisions-Schleifmaschinen, Schleifspindeln und Messgeräten Weltruf erlangte. Das Unternehmen wurde 1903 an der Pragstraße in Cannstatt gegründet, einem heutigen Stadtbezirk der baden-württembergischen Landeshauptstadt Stuttgart. Heutiger Standort ist Weil der Stadt, das Unternehmen firmiert als Fortuna Spezialmaschinen GmbH.

## Geschichte
1903 übernahm Albert Hirth, ein Erfinder und Ingenieur sowie Vater der beiden bekannten Flugpioniere Hellmuth und Wolf Hirth, eine auf Lederbearbeitung spezialisierte Maschinenbaufirma in Cannstatt, die fortan als „Fortuna-Werke Albert Hirth“ firmierte. Diese wandelte er fünf Jahre später in eine oHG um. Kurz darauf wurde Emil Lilienfein Teilhaber und kaufmännischer Leiter des Betriebs. Nach der Einführung von Flaschenbier, führte dieser die Flaschenplombier- und Etikettiermaschine „Rapid“ zum Erfolg. Aufträge erhielt das Unternehmen insbesondere von Robert Leichts, Bierbrauereibetrieb, heute bekannt als Schwabenbräu. Weitere erfolgreiche Produktionen wurden die „Fortuna-Kaltsäge“ und die „Fortuna-Lederschärfmaschine“. Mit Schärfmaschinen gelang der Durchbruch, weil die Schuhindustrie deutlich wuchs. Deren Entwicklung nach dem Baukastenprinzip war eine ihrer Zeit vorauseilende Fertigungsmethode, die noch in den 1950er Jahren den Export exakt passender Maschinenbauteile für alte Maschinen gewährleistete.
1906 ergänzte die „Fortuna Präzisionsschleifspindel“ das Portfolio Hirths, da für Norma zudem Hirth-Minimeter, ein Fühler-Hebelmessgerät für Genauigkeitsmessungen, produziert wurde. Den Vertrieb der Spindeln organisierte er ab 1907 in Großbritannien über die Fortuna Machine Co. Ltd. Leicester. Da Hirth über alle Patente verfügte, vermochte er sich rasch eine Monopolstellung zu verschaffen. Ein zeitgleich eingeführtes Patentgesetz führte zur Verpflichtung der Ausführung der Maschinen, was einem Zwang zur Begründung von Produktionsstätten in Großbritannien gleichkam. Um die Standortkosten niedrig zu halten, wurden sie mit geringer Fertigungstiefe gehalten; die Einzelteile wurden in Stuttgart gefertigt und zur bloßen Endmontage in die britischen Werke geliefert. Im Ersten Weltkrieg wurden die britischen Werksstandorte liquidiert.
1913 dann wurde das Unternehmen in eine GmbH umgewandelt. Die 1920er Jahre waren geprägt von Produktionsauslagerungen in eigenständige Firmen. Zum Ende des Jahrzehnts entstand die Fortuna Werke AG. Der Zweite Weltkrieg führte zur Zerstörung der Produktionsstätten; sie wurden jedoch wieder aufgebaut. Eine Innovation war dann die erste Lederschärf- und -spaltmaschine. Deren Montage wurde Mitte der 1960er Jahre in Weil der Stadt betrieben. 1975 ging das Unternehmen an die Getrag-Gruppe, in den 1990er Jahren die gesamte Produktion. Ab 1996 wurden die Bereiche für Leder-Bearbeitungsgeräte und für Spindeln getrennt, sodass es heute die Fischer Fortuna GmbH für Spindeln und die Fortuna Spezialmaschinen GmbH für Leder gibt. Viele weitere Marktneuheiten prägten die Unternehmensgeschichte der 1970er Jahre bis heute.

## Marktumfeld in Stuttgart
Die Maschinen- und Apparatebauindustrie, insbesondere die Spezialmaschinenindustrie, lag bis Mitte des 19. Jahrhunderts vorwiegend in den Händen ausländischer Firmen. Der Standort Stuttgart begehrte dagegen auf, um in Konkurrenz treten zu können. Die ungünstigen Produktionsbedingungen bezüglich Rohstofflage und Distribution (Verkehrsanbindung) ließen keine Schwerindustrie im eigentlichen Sinne zu, sodass man sich zunächst auf die Herstellung einfacher Maschinen beschränken musste. Wachsende Bedürfnisse in der Bevölkerung, sowie sich stets komplizierter gestaltende Bedingungen des Industrialisierungsfortschritts erforderten die Einrichtung eines Spezialmaschinenmarktes, der Firmen wie die Fortuna-Werke oder Werner & Pfleiderer, beziehungsweise Rundwirkmaschinenhersteller wie die „Fabrik der Gebrüder Haaga“ oder „C.Terrot Söhne“ begünstigte.

## Trivia
Robert Bosch äußerte über Hirth: 

„Wissen Sie, wem wir im Grunde genommen die rasche Entwicklung der Massenfertigung von Präzisionsteilen verdanken? Nur dem Hirth-Minimeter und der Fortuna-Kugelschleifspindel.“